# Nyctibatrachus sholai
Nyctibatrachus sholai är en groddjursart som beskrevs av Radhakrishnan, Dinesh och Masagoundanur Sengodan Ravichandran 2007. Nyctibatrachus sholai ingår i släktet Nyctibatrachus och familjen Nyctibatrachidae. IUCN kategoriserar arten globalt som otillräckligt studerad. Inga underarter finns listade i Catalogue of Life.